# Сандоваль, Гонсало де
Гонса́ло де Сандова́ль (исп. Gonzalo de Sandoval; 1497?, Медельин, Испания — 1528, Палос-де-ла-Фронтера, Испания) — испанский конкистадор, участник завоевания Мексики, лейтенант армии Эрнана Кортеса. Со 2 марта по 22 августа 1527 года исполнял обязанности губернатора Новой Испании. Основал в Мексике три города, из которых Колима существует и по сей день.

## Биография

### Экспедиция в Мексику
Как и о многих участниках завоевания Мексики, сведений о Сандовале до 1519 г. почти нет. Он был самым молодым из лейтенантов отряда Кортеса, и был оставлен при гарнизоне вновь основанного Веракруса. Оказал Кортесу неоценимую услугу: при приближении войск де Нарваэса, посланного арестовать Кортеса за самоуправство, арестовал его посланцев и отправил гонцов в Теночтитлан. Именно Сандоваль захватил Нарваэса живьём, после чего с отрядом Кортеса отбыл в столицу Мексики. Во время «Ночи печали» командовал авангардом. Во время осады Теночтитлана в 1521 г. командовал гарнизоном Сегуры близ Тепейака, где собирались доставленные сушей из Тласкалы суда. Именно Сандоваль отвечал за работу 20 000 индейских носильщиков, доставлявших разобранные бригантины к озеру Тескоко. Узнав о существовании города Шолтепек, совершил самостоятельную экспедицию, обнаружив в местном святилище останки испанцев и их лошадей, принесённых индейцами в жертву. Город был разрушен.
Во время штурма Теночтитлана прикрывал восточные фланги испанской армии. При первой попытке штурма находился в отряде Альварадо, пытавшегося закрепиться на рыночной площади. Сандоваль и его оруженосец Гарсия Ольгуин (García Holguín) захватили в плен последнего тлатоани ацтеков Куаутемока, после чего 13 августа 1521 г. Теночтитлан пал.

### После падения Теночтитлана
Сандоваль был ответственным за встречу королевского инспектора Кристобаля де Тапиа, направленного в 1521 г. Карлом V для расследования деятельности Кортеса. В Тласкале был удостоен чести стать крёстным отцом одного из вождей — Читлалпопокацина, получившего имя Бартоломе. Участвовал в карательных походах в Уатуско и Оахаке. Основал город Медельин (южнее Веракруса), а также тихоокеанский порт Эспириту-Санто, ныне не существующий. В конце 1521 г. подавил восстание индейцев в Пануко, и смог материально поддержать своего отца, отправив ему в Испанию 200 песо золотом.
В 1522 г. испанские отряды, посланные для завоевания Колимы, были разбиты. По приказу Кортеса, Сандоваль возглавил карательный поход в этой местности. Поход проходил успешно. На руинах индейского города Кашитлана, Сандоваль основал город Колиму (25 июля 1523 г.), однако в 1527 г. город был перемещён.
В 1524 г. участвовал в походе Кортеса на Гондурас, и получил несколько областей в энкомьенду. После возвращения, в 1526 г. был назначен главным судьей Новой Испании, и в период с 2 марта по 22 августа 1527 г. исполнял обязанности губернатора, сменив на этом посту Маркоса де Агильяра.

### Возвращение в Испанию
В 1528 г. решился сопровождать Кортеса, отозванного в Испанию для отчёта перед королём. Не выдержав перехода через Атлантический океан, Сандоваль тяжело заболел. Хронисты сообщают, что кто-то воспользовался его состоянием, и похитил золото, которое Сандоваль вёз домой. Он был похоронен в Палосе, в монастыре Ла-Рабида, бывшего когда-то прибежищем Колумба. Не был женат и не оставил наследников.

## Личность
Единственным источником по жизни и деятельности Сандоваля является хроника Берналя Диаса дель Кастильо. По отзывам Берналя Диаса, Сандоваль был отличным солдатом и администратором, справедливым судьёй; особо отмечается, что Сандоваль не гнался за богатством и всегда очень просто одевался.
Некоторые современники (Васко де Тапиа) отмечали, что Сандоваль открыто заявлял о своём неверии в Бога.